# Orbiel
Pour les articles homonymes, voir Orbiel (homonymie).
L'Orbiel est une  rivière du Sud de la France, dans les départements du Tarn et de l'Aude, dans la région Occitanie, et un affluent rive gauche de l'Aude.

## Étymologie
Le nom de « Orbiel » signifie « Or vieux » en langue d'oc ; sans doute cette rivière charriait-elle des paillettes d'or exploitées dans l'Antiquité. Cette hypothèse semble se confirmer à partir de la fin du XVIIIe siècle ; période où furent découverts les gisements de minerais aurifères de Salsigne, Villanière et La Combe du Saut. Ces gisements se situent sur les rives du cours d'eau et seront exploités jusqu'en 2000.

## Histoire
En 793 se déroule sur l'Orbiel entre Villalier, Villedubert et Malves-en-Minervois, une importante bataille entre le comte de Toulouse Guillaume de Gellone et les musulmans d'Espagne. Cette bataille est à l'origine de la chanson de geste Guillaume d'Orange. Jusqu'en 1941 les historiens localisaient par erreur cette bataille sur l'Orbieu.

## Géographie
C'est une rivière qui prend sa source dans le Massif central massif de la Montagne noire, dans le parc naturel régional du Haut-Languedoc sur la commune de Labruguière, à 900 m d'altitude, au sud-ouest de Mazamet, dans le département du Tarn sur les pentes du pic de Montaud, et se jette dans l'Aude en rive gauche à Trèbes dans le département de l'Aude.
La longueur de son cours d'eau est de 41 km.

### Départements et principales communes traversés
L'Orbiel traverse deux départements, quatorze communes, dans cinq cantons :
- Tarn :
  - Labruguière (source), Mazamet.
- Aude :
  - Les Martys, Miraval-Cabardès, Mas-Cabardès, Les Ilhes, Limousis, Lastours, Fournes-Cabardès, Conques-sur-Orbiel, Villalier, Villedubert, Bouilhonnac, Trèbes (embouchure/confluence).

Soit en termes de cantons, l'Orbiel prend sa source dans le canton de Labruguière, traverse les canton de Mazamet-Sud-Ouest, canton de Mas-Cabardès, canton de Conques-sur-Orbiel, et conflue dans le canton de Capendu.

### Toponymes
L'Orbiel a donné son hydronyme à la commune de Conques-sur-Orbiel.

### Bassin versant
L'Orbiel traverse une seule zone hydrographique « l'Orbiel » (Y141) pour 251 km2 de superficie. Ce bassin versant est constitué à 64,71 % de « forêts et milieux semi-naturels », à 32,66 % de « territoires agricoles », à 2,60 % de « territoires artificialisés ».

## Principaux affluents
L'Orbiel a vingt affluents contributeurs référencés dont les principaux sont :
- le Russec ou Rieu Sec (rd), 16,9 km sur quatre communes avec huit affluents et de rang de Strahler 4
- le Rieutort : 12,2 km de rang de Strahler trois
- la Clamoux (rd), 32,4 km sur dix communes avec vingt-et-un affluents et de rang de Strahler 4

### Rang de Strahler
Donc le rang de Strahler est de cinq par la Clamoux ou le Rieu Sec.

## Hydrologie
L'Orbiel est une rivière aux eaux assez abondantes.

### L'Orbiel à Bouilhonnac
Son débit a été observé durant une période de 30 ans (1978 – 2007), à Bouilhonnac, localité située au niveau de son confluent avec l'Aude. Le bassin versant de la rivière est de 239 km2.
Le module de la rivière à Bouilhonnac est de 2,67 m3/s.
L'Orbiel présente des fluctuations saisonnières de débit bien marquées, comme la grande majorité des cours d'eau du bassin de l'Aude. Les hautes eaux surviennent en hiver et se caractérisent par des débits mensuels moyens situés dans une fourchette allant de 3,37 à 5,63 m3/s, de décembre à mai inclus (avec un maximum assez net en janvier et surtout février). En mars cependant, le débit diminue et il se forme un plateau de mars à mai, avec même un certain rebond en avril (4,19 m3/s en mars et 4,4 m3/s en avril). En juin le débit chute fortement (1,39 m3/s) ce qui mène rapidement aux basses eaux d'été. Celles-ci ont lieu de juillet à septembre, entraînant une baisse du débit moyen mensuel allant jusqu'à 0,276 m3/s au mois d'août. Mais les fluctuations sont plus prononcées sur de courtes périodes et selon les années.

### Étiage ou basses eaux
À l'étiage, le VCN3 peut chuter jusque 0,013 m3/s, en cas de période quinquennale sèche, soit 13 litres par seconde, ce qui est très sévère.

### Crues
Les crues sont très importantes en général, compte tenu bien sûr de l'exiguïté du bassin versant de la rivière et de la petitesse de son module. Les QIX 2 et QIX 5 valent respectivement 60 et 110 m3/s. Le QIX 10 est de 140 m3/s et le QIX 20 de 170 m3/s. Quant au QIX 50, il se monte à 210 m3/s.
Le débit instantané maximal enregistré à Bouilhonnac a été de 315 m3/s le 13 novembre 1999, tandis que la valeur journalière maximale était de 168 m3/s le 16 janvier 1982. Si l'on compare la première de ces valeurs à l'échelle des QIX exposée plus haut, on constate que cette crue était bien plus importante que la crue cinquantennale définie par le QIX 50, et donc tout à fait exceptionnelle.

### Lame d'eau et débit spécifique
Au total, l'Orbiel est une rivière abondante, comme la plupart des cours d'eau issus de la Montagne noire. La lame d'eau écoulée dans son bassin est de 354 millimètres annuellement, ce qui est supérieur à la moyenne d'ensemble de la France tous bassins confondus, mais aussi à la moyenne du bassin de l'Aude (289 millimètres par an à Moussan). Le débit spécifique de la rivière (ou Qsp) atteint le chiffre assez élevé de 11,2 litres par seconde et par kilomètre carré de bassin.

## Aménagements et écologie

### Pollution à l'arsenic
Une enquête du journal La Dépêche du Midi réalisée en décembre 2018 a mis en évidence une pollution effective de l'Orbiel avec un taux de 27 microgrammes d'arsenic par litre contre 10 microgrammes/L autorisés pour l'eau potable. Cette pollution est issue des lessivages successifs des collines de déchets à ciel ouvert produit par l'exploitation de la mine d'or de Salsigne fermée en 2004. Certains affluents présentent des taux encore supérieurs.

## Dans la culture
- Jean-Michel Mariou, Poison d'or[5],[6], éditions Verdier, 2021, 190 pages  (ISBN 978-2-3785-6100-0)